# Sufflamen fraenatum
Sufflamen fraenatum là một loài cá biển thuộc chi Sufflamen trong họ Cá bò da. Loài này được mô tả lần đầu tiên vào năm 1804.

## Từ nguyên
Tính từ định danh fraenatum trong tiếng Latinh có nghĩa là "đeo dây cương", hàm ý đề cập đến sọc vàng từ môi trên kéo dài đến gần gốc vây ngực ở cá đực của loài cá này.

## Phạm vi phân bố và môi trường sống
S. fraenatum có phân bố rộng khắp khu vực Ấn Độ Dương - Thái Bình Dương, từ bờ biển Đông Phi trải dài về phía đông đến quần đảo Pitcairn, ngược lên phía bắc đến Nam Nhật Bản (gồm cả quần đảo Ogasawara) và quần đảo Hawaii, xa về phía nam đến đảo Lord Howe và đảo Norfolk (Úc). S. fraenatum cũng đã được ghi nhận tại Việt Nam, như tại quần đảo Hoàng Sa, vịnh Nha Trang (Khánh Hòa) và quần đảo Trường Sa.
S. fraenatum thường sống trên các rạn san hô viền bờ có đáy cát, độ sâu khoảng 8–200 m.

## Mô tả

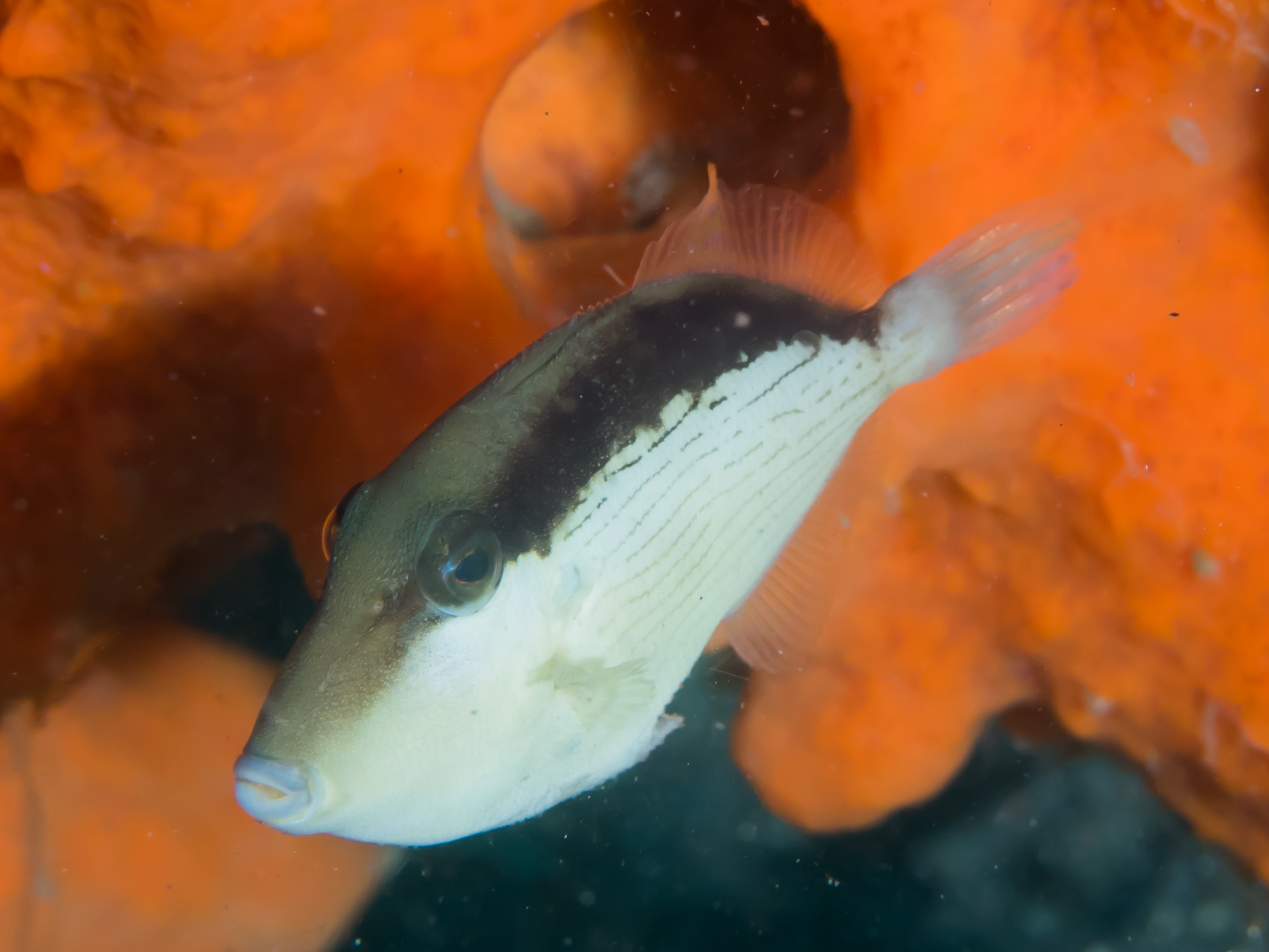
Cá con

Chiều dài cơ thể lớn nhất được ghi nhận ở S. fraenatum là 38 cm. S. fraenatum có màu nâu, có một sọc vàng ở môi dưới (cá cái) hoặc ở cả hai môi (cá đực, với sọc môi trên kéo dài đến gần gốc vây ngực). Cá con có màu nâu sẫm ở lưng và đỉnh đầu, trắng ở vùng thân còn lại với các vệt sọc ngang màu vàng nâu. 
Số gai ở vây lưng: 3; Số tia vây ở vây lưng: 27–31; Số gai ở vây hậu môn: 0; Số tia vây ở vây hậu môn: 24–28; Số tia vây ở vây ngực: 14–16.

## Sinh thái học
Thức ăn của S. fraenatum khá đa dạng (nhưng chủ yếu là các loài động vật), bao gồm các loài tảo, mùn bã, hải miên, cầu gai, thân mềm, giáp xác, trùng lỗ và giun biển.
Cá đực S. fraenatum sống cùng với những con cá cái trong hậu cung, nhưng mỗi con cá cái lại lập riêng cho mình một lãnh thổ. Trứng được chăm sóc và bảo vệ chỉ bởi cá cái.

## Thương mại
S. fraenatum ít quan trọng đối với ngành ngư nghiệp.